# Henrietta Crosman
Henrietta Foster Crosman (Wheeling, 2 settembre 1861 – Pelham Manor, 31 ottobre 1944) è stata un'attrice statunitense.

## I primi anni di vita
Henrietta Foster Crosman nacque a Wheeling, West Virginia, da George Crosman Jr. (che aveva combattuto nella guerra di secessione americana nel grado di Maggiore) e Mary B. Wick, nipote del compositore Stephen Foster. Il nonno dell'attrice, George H. Crosman, aveva anch'egli preso parte alla guerra civile, in qualità di Generale.
Essendo nata l'anno in cui iniziò la guerra civile, nel 1861, la giovane fu costretta a trasferirsi da un luogo all'altro lungo tutto il territorio nazionale per seguire il reggimento del padre, e completò dunque la propria istruzione attraverso più Stati. Decise di diventare attrice subito dopo aver lasciato la scuola.
All'età di 16 anni trascorse un anno a Parigi a studiare musica, poiché desiderava diventare cantante d'Opera. Tuttavia, a seguito di un incidente che le rovinò la voce durante una lezione di canto, Henrietta lasciò la Francia e si concentrò sul perseguire una carriera nel mondo del teatro.

## La carriera teatrale
Henrietta Crosman iniziò la propria carriera attoriale nel 1883, al vecchio Windsor Theatre di New York, sotto l'assistenza del navigato direttore John A. Ellsler, dove debuttò nella parte di Lilly nello spettacolo The White Slave, di Bartley Campbell.
Successivamente andò in tournée per il paese con Robert L. Downing e recitò in ruoli classici. Nel 1889 recitò per la prima volta in una commedia di Shakespeare, Come vi piace, al teatro di Augustin Daly . Durante i primissimi anni 90 aveva come manager Daniel Frohman e faceva parte della sua società azionistica; dal 1892 al 1894 la sua carriera fu invece gestita dal fratello di Daniel, Charles Frohman. Per un breve periodo, nel 1891 (a cavallo tra l'epoca Frohman), l'attrice fu sotto il patrocinio di A. M. Palmer.
Nel 1899 fu ingaggiata come protagonista per le performance della stagione estiva all'Elitch Theatre di Denver, in Colorado. Gli spettacoli includevano The Charity Ball, The Senator e una produzione di Cyrano de Bergerac che contava 100 attori.  La Crosman tornò poi all'Elitch Theatre nel 1903 e prese parte a diversi spettacoli pre-stagione.
Nel 1900 Henrietta Crosman era divenuta una celebrità, e recitò per la prima volta come tale in Mistress Nell, uno spettacolo in linea con il tipo di avventure in costume che stavano diventando il suo forte. Nel 1902 prese parte alle produzioni di "Joan of the Shoals", "As You Like It" e "The Sword of the King". Nel 1903 debuttò in un altro eccezionale spettacolo, "Sweet Kitty Bellairs". Molte di queste commedie furono poi tradotte in film muti e interpretate da attrici più giovani.
Nel 1911 l'attrice e la sua compagnia misero in scena 60 rappresentazioni della commedia di Catherine Chisholm Cushing The Real Thing al Maxine Elliott Theatre di New York, per successivamente portarla in tournée. All'inizio di luglio, nel 1912, la compagnia si recò a Regina (nel Saskatchewan) dopo la catastrofe del Regina Cyclone e mise in scena un'esibizione di beneficenza di The Real Thing a beneficio delle vittime.
Ormai sulla soglia dei quarant'anni, Henrietta Crosman stava iniziando ad allontanarsi dai faticosi ruoli in cui recitava vestita di pesanti armature con la spada al fianco, per i quali era famosa. Gran parte del resto della sua carriera teatrale consistette quindi in commedie e farse da salotto, un tipo di recitazione meno frenetico e adatto a un'attrice più anziana. Tuttavia non rinunciò a recitare nei revival delle opere di Shakespeare, quali ad esempio Le allegre comari di Windsor, e partecipò inoltre allo spettacolo The Rivals, di Richard Brinsley Sheridan.

## Carriera cinematografica

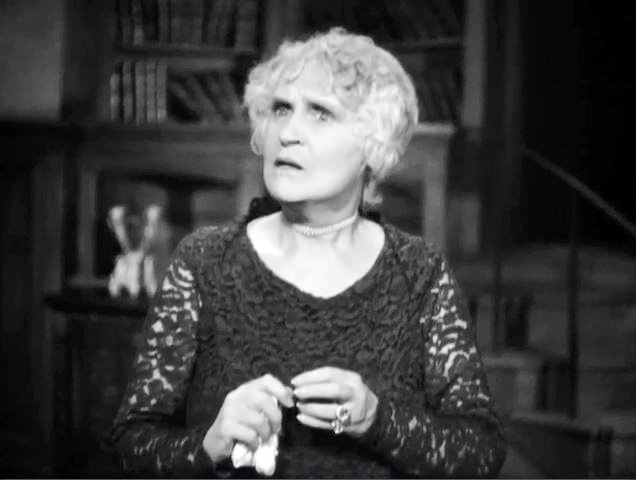
Crosman ne L'ora che uccide (1936)

La Crosman, come molte star del palcoscenico, si era sempre tenuta alla larga dai film.
Ciononostante, nel 1914 (forse per curiosità) "si fece arruolare" (come diceva il motto popolare dell'epoca) in un contratto per recitare in un unico film, prodotto dai Famous Players di Adolph Zukor . Si trattava di una versione cinematografica di The Unwelcome Mrs. Hatch, un'opera teatrale che aveva avuto grande successo a Broadway nel 1901 sotto la direzione di Mrs Fiske.
Henrietta Crosman recitò in seguito ne La prova suprema,1915, per gli Universal Studios, ma le sue apparizioni successive nei film muti furono sporadiche. Suo marito, Maurice Campbell, si unì a sua moglie nell'industria cinematografica diventando un noto regista.
Nel 1930 i film muti avevano ceduto il posto ai film sonori, e già nel 1914 il mondo del cinema dimostrava di preferire attori che avevano consolidato la propria esperienza sul palcoscenico.
Henrietta Crosman, attrice vissuta ora vicina ai settant'anni, conobbe grazie al cinema una rinascita della propria carriera, e riuscì a rendersi accattivante agli occhi della nuova generazione, che non aveva mai avuto la possibilità di vederla sul palco da giovane. Diede un'interpretazione straziante in Pellegrinaggio (1933), in cui recitava come protagonista nei panni della madre amareggiata di un soldato ucciso nella prima guerra mondiale, la quale si reca nelle Argonne e subisce una rinascita spirituale. Tra i film sonori in cui è apparsa spicca The Royal Family of Broadway (1930), una versione prodotta dalla Paramount dell'opera teatrale di Edna Ferber, la quale a propria volta era vagamente basata sulla famiglia Barrymore.

## Vita privata
Nel 1886 Henrietta Crosnan sposò il suo primo marito, Sedley Browne. Un anno dopo la coppia ebbe un figlio, Sedley Browne Jr.
A seguito del divorzio della coppia nel 1896, tuttavia, quest'ultimo cambiò nome, ribattezzandosi invece George Crosman.
Più tardi, nello stesso anno, Henrietta sposò il giornalista Maurice Campbell, più giovane di lei di otto anni, che in seguito divenne produttore teatrale e regista di film muti. Dalla loro unione nacque Maurice Campbell Jr.
Maurice Campbell divenne produttore a Broadway, ma quando Henrietta e lui si unirono alla nascente industria del cinema muto, negli anni '20, egli diventò anche un noto regista cinematografico. Il matrimonio dell'attrice con Campbell fu felice, ed ebbe fine solo con la morte di lui, nel 1942. Henrietta Crosman sopravvisse al marito per due anni, morendo infine nel 1944, all'età di 83 anni.
Ulteriori informazioni biografiche riguardo a Henrietta Crosman sono archiviate presso l'Università di Pittsburgh.

## Filmografia
- The Unwelcome Mrs. Hatch, regia di Allan Dwan (1914)
- The Supreme Test, regia di Edward LeSaint (1915)
- Broadway Broke, regia di J. Searle Dawley (1923)
- Wandering Fires, regia di Maurice Campbell (1925)
- La famiglia reale di Broadway (The Royal Family of Broadway), regia di George Cukor e Cyril Gardner (1930)
- Pellegrinaggio (Pilgrimage), regia di John Ford (1933)
- Joanna (Carolina), regia di Henry King (1934)
- Three on a Honeymoon, regia di James Tinling (1934)
- Such Women Are Dangerous, regia di James Flood (1934)
- Among the Missing, regia di Albert S. Rogell (1934)
- The Curtain Falls, regia di Charles Lamont (1934)
- Elinor Norton, regia di Hamilton MacFadden (1934)
- Menace, regia di Ralph Murphy (1934)
- The Right to Live, regia di William Keighley (1935)
- L'angelo delle tenebre (The Dark Angel), regia di Sidney Franklin (1935)
- L'ora che uccide (Charlie Chan's Secret), regia di Gordon Wiles (1936)
- Hitch Hike to Heaven, regia di Frank R. Strayer (1936)
- Nel mondo della luna (The Moon's Our Home), regia di William A. Seiter (1936)
- Girl of the Ozarks, regia di William Shea (1936)
- Seguite il vostro cuore (Follow Your Heart), regia di Aubrey Scotto (1936)
- Proprietà riservata (Personal Property), regia di W. S. Van Dyke (1937)